# Walerij Krasnow
Walerij Nikołajewicz Krasnow (ros. Вале́рий Никола́евич Красно́в; ur. 14 stycznia 1945 w Osie) – radziecki i rosyjski lekarz psychiatra, doktor nauk medycznych, profesor (1994). Przez 15 lat kierował Rosyjskim Towarzystwem Psychiatrów, wypromował 11 doktorów i 20 kandydatów nauk.